# 川村ゆきえ
川村 ゆきえ（かわむら ゆきえ、1986年1月23日 - ）は、日本のタレント、女優、元グラビアアイドル。出生名、川村 雪絵（読み同じ）。10-POINT所属。北海道小樽市出身。夫はback numberの栗原寿。

## 略歴
三兄弟の末っ子 として北海道小樽市に生まれ、神奈川県横浜市と千葉県我孫子市で育つ。2003年4月11日に初グラビア撮影にて 芸能界デビューし、「週刊ヤングジャンプ・制コレ2003」で準グランプリを受賞。その後、雑誌のグラビア、写真集、DVDなどに出演。
2005年に当時所属していたラグスタープロモーションから10-POINTに移籍する。しかし、移籍問題で芸能活動を1年半休止する。
2006年7月、脚本家である高田宏治の事務所「ジャパン・アート」内の新設セクション「プロダクションJ」へと所属事務所を移籍し、活動を再開。同年12月には映画『気球クラブ、その後』で女優デビューし、2007年4月より放映が開始された連続テレビ小説『どんど晴れ』（NHK）で初めて連続ドラマに出演する。また、11月4日に『獣拳戦隊ゲキレンジャー』（テレビ朝日）、11月23日に『ULTRASEVEN X』（CBCテレビ）にゲスト出演した。
2008年3月9日から、『激走!GT』（テレビ東京）で6代目激Gリポーター（司会者）を2009年3月8日までの1年間務めた。
一時期、モデル事務所のK-pointとマネージメント提携を行っていたが、後に解消し、再度10-POINTに移籍している。
2018年11月、2年半ぶりに撮りおろしでグラビアを披露。
2019年11月22日、ロックバンド「back number」ドラマーの栗原寿と結婚した。結婚に伴いグラビアアイドルとしての活動は卒業、現在はタレント、女優業をメインに活動している。
2021年11月20日、第1子出産を報告。

## 人物
- ホラー映画が大好き。
- 恋愛でもちゃんと告白されたことがない、我慢できなくて自分から告白するタイプで、何事にも几帳面な人に弱い。逆に時間を守れない人には本気で怒鳴ることがあり、高校の卒業の寄せ書きではクラスの半分以上が「第一印象は超怖かった、でも付き合うと面白くてバカっぽいやつだったね。」と書かれた（雑誌『sabra』2004年、18号。当時18歳）。
- 『どんど晴れ』共演の比嘉愛未、白石美帆らと「仲居会」を結成し、頻繁に飲み会を行う。元グラビアアイドルの河中あいとは親友であり、プライベートでのツーショットがブログに頻繁に登場する。『未来世紀シェイクスピア』に共演する宇野実彩子とは親交が深い、仕事や生活にお互いに支え合って、影響を与え合ってベスト・フレンド（Bestie）である[13]。
- 新旧グラビアアイドルらにも人気が高く、AKINA、愛衣、谷澤恵里香、階戸瑠李が川村ゆきえファンを公言している。宇多田ヒカルもファンの一人であり、雑誌[14]のインタビューではおすすめのグラビアアイドルとして川村の名を挙げ、川村のブログ「ゆっきーにっきー」を愛読していると語っている。

## 出演

### テレビドラマ
- パーフェクト・パートナー episode3 もしも生まれ変わったら（2007年、WOWOW） - マユミ 役
- 連続テレビ小説 どんど晴れ（2007年、NHK総合） - レギュラー・松本佳奈 役
- 獣拳戦隊ゲキレンジャー 第36話（2007年、テレビ朝日） - チェリー 役
- ULTRASEVEN X 第8話（2007年、CBC） - アガタ・アサミ 役
- 1分半劇場 御手洗ゼミの理系な日常（2008年、TBS） - 姫 役
- ザ・プロローグ ぬくみ～ず7（2008年、フジテレビ・ポニーキャニオン） - 遠藤 役
- 未来世紀シェイクスピア（2008年、関西テレビ） - ONE 役
- 超人ウタダ 第1話・第2話（2009年、WOWOW） - 香田美晴 役
- ROMES 空港防御システム（2009年、NHK総合） - 木村まゆ子 役
- 熱いぞ!猫ヶ谷!!（2010年、名古屋テレビ） - 白田亜由美 役
- 連続テレビ小説 どんど晴れスペシャル（2011年、NHK総合） - 岸本佳奈 役
- ドラマ24 撮らないで下さい!!グラビアアイドル裏物語（2012年、テレビ東京） - カワムラユキエ 役
- 金曜プレステージ 鬼刑事 米田耕作（2012年、フジテレビ） - ホステス 役
- カウンターのふたり 第7話「しゃべらない女」（2012年、TwellV） - 客の女 役
- 孤独のグルメ Season2 第12話 （2012年12月26日、テレビ東京）- 女性店員(たかね) 役
- まほろ駅前番外地 第3話（2013年、テレビ東京） - 佐藤春美 役
- ヨメ代行はじめました。 第9話（2013年、関西テレビ） - 香織 役
- 空飛ぶ広報室 第3話（2013年、TBS） - 滝川安奈 役
- 山田くんと7人の魔女 第7話・第8話（2013年、フジテレビ） - 西園寺リカ 役[15]
- SAKURA〜事件を聞く女〜 第2話（2014年、TBS） - 宮原恵美 役
- 花嫁のれん 第4シリーズ（2015年、東海テレビ） - 石野佑美 役
- 土曜ワイド劇場 100の資格を持つ女9（2015年、朝日放送） - 殿山優子 役
- 月曜ゴールデン 駅弁刑事・神保徳之助9（2015年、TBS） - 吉永雅美 役[16]
- 水曜ミステリー9 森村誠一サスペンス 刑事の証明9（2015年、テレビ東京） - 麻生菜々美 役
- コウノドリ 第1・2・6話（2015年、TBS） - 永井晴美 役
- 水曜ミステリー9 お助け司法書士! 会津若松“後妻業”殺人〜遺産トラブル編〜（2015年、テレビ東京） - 西原多恵 役
- 警視庁捜査一課9係 season11 第2話（2016年、テレビ朝日） - 岡部理沙 役
- 早子先生、結婚するって本当ですか?（2016年、フジテレビ） - 本郷潤吉先生の奥さん(ゆきえ）役
- 月曜名作劇場（TBS） 
  - 「赤かぶ検事奮戦記6」（2016年） - 小野奈加子 役
  - 「十津川警部シリーズ (内藤剛志)5」（2018年） - 有島珠美 役
- 北海道警事件ファイル 警部補 五条聖子5 ～旭川・美瑛・知床　幻のエゾオオカミの謎～（2017年3月19日、テレビ東京） - 有賀美咲 役
- 相棒 season16 第11話「ダメージグッズ」（2018年1月10日、テレビ朝日） - 武田麻里 役
- やじ×きた 元祖・東海道中膝栗毛（2019年、テレビ東京） - おふさ 役

### バラエティ

#### レギュラー番組
- ゆっきー@カフェ（2007年12月5日 - 12月26日、広島ホームテレビ）
- 激走!GT 6代目・Gリポーター（2008年3月9日 - 2009年3月8日、テレビ東京）
- 発見!わくわくMY TOWN 2代目アシスタント（2008年4月12日 - 2010年3月27日、東海テレビ）
- エンタの味方! 3代目MC（2008年4月24日 - 2009年3月26日、TBS）
- LIVE H （2010年 - 2014年4月27日、不定期年3回程度、NHK札幌放送局） - 音楽番組MC
  - 同じ北海道出身の武田真治と担当
- Love BayStars （2010年4月4日 - 2010年9月26日、TBS） - MC
  - 同番組PRのため、2010年7月18日の対読売ジャイアンツ戦（横浜スタジアム）で始球式を行い、試合中継にも出演。
- 萌えパチ ラブウイング（2012年5月3日 - 2012年12月28日、テレビ和歌山、三重テレビ、ぎふチャン） - MC
- BOAT RACE ライブ（2012年・2013年・2014年 - 、BSジャパンなど）※ビッグレースのみ - アシスタントMC
- まちイチ nice to people（2019年5月〜、CBCテレビ）
- THE突破ファイル （2019年5月9日 - 、日本テレビ） 不定期

#### ゲスト・単発・特別番組

##### 2004年・2006年
- グラビアの美少女（2004年、MONDO21）
- Pooh!（2004年1月13日、TBS）
- 水着少女（2004年1月20日、テレビ東京）
- ぶらぴ（2006年8月16日・23日、中国放送）
- 登竜門インパクト!（2006年9月4日、フジテレビ）
- ロンブーの田舎が最高（2006年9月10日、TBS）
- 最終警告!たけしの本当は怖い家庭の医学（2006年9月12日、朝日放送）
- 次課長&おぎや&品庄 俺達にだってできるんだ お前ら初のこの冠番組はぜーんぶまるまるウソなのだよスペシャル（2006年9月23日、TBS）
- なるトモ!（2006年9月26日、読売テレビ）
- ドライブ A GO!GO!（2006年10月29日、テレビ東京）
- ダウンタウンDX（2006年11月2日、読売テレビ）
- スキバラ ロンブーの怪傑!トリックスター（2006年11月17日、テレビ東京）
- サルヂエ（2006年11月22日、中京テレビ・日本テレビ）

##### 2007年
- 未来予報201x（2007年1月25日、日本テレビ）
- 最終警告!たけしの本当は怖い家庭の医学（2007年2月20日、朝日放送）
- テキトーTV 第2回ミスダメ女コンテスト（2007年3月3日、テレビ朝日）
- タモリのジャポニカロゴス（2007年4月3日、フジテレビ）
- Beach Angels 川村ゆきえ in コナコースト（2007年、TBSチャンネル）
- スキバラ ロンブーの怪傑!トリックスター（2007年5月4日・11月23日、テレビ東京）
- サンパラ ニューカマーズ 扉の向こう側（2007年5月27日、フジテレビ）
- 環境野郎Dチーム（2007年6月4日、フジテレビ）
- スキバラ キンコンヒルズ（2007年6月7日、テレビ東京）
- 浜田警察24時 アホアホ犯罪撲滅スペシャル!!超豪華27人熱演ドラマ11事件（2007年9月27日、読売テレビ）
- 志村けんのバカ殿様 爆笑秋の祭典! 笑って2時間スペシャル!!（2007年10月2日、フジテレビ）
- スキバラ ガレッジ×ビレッジ（2007年10月15日、テレビ東京）
- なるトモ!（2007年10月15日、読売テレビ）
- 踊る!さんま御殿!!（2007年10月23日、日本テレビ）
- 所さんの学校では教えてくれないそこんトコロ!（2007年11月2日、テレビ東京）
- 着信御礼!ケータイ大喜利（2007年11月3日、NHK総合）
- ラジかるッしま散歩恋するラジかミ - ウェイバックマシン（2010年4月6日アーカイブ分）（2007年11月6日、日本テレビ）
- スキバラ 地球調査船アメディゾン（2007年11月7日、テレビ東京）
- 志村けん美人めぐり旅 うまかグルメにがばいリゾートin長崎・佐賀（2007年11月11日、テレビ朝日）
- 旅っきり!〜ふれあい紀行〜（2007年11月18日、関西テレビ）
- 貞方style（2007年11月19日、TOKYO MX）
- スキバラ タカトシの空飛ぶチェリーパイ（2007年12月4日、テレビ東京）
- もしもツアーズ（2007年12月8日、フジテレビ）
- 浜ちゃんと! （2007年12月12日・19日・26日、読売テレビ）
- 嗚呼!花の料理人（2007年12月20日、読売テレビ）
- 世界バリバリ★バリュー（2007年12月26日、毎日放送）
- カワズ君の検索生活2008年の初めに全力検索!一番見たい動画がここにあるSP（2007年12月31日、フジテレビ）

##### 2008年
- 芸能人格付けチェック（2008年1月1日、朝日放送）
- 堂本剛の正直しんどい（2008年1月2日、テレビ朝日）
- ダウンタウンDX（2008年1月3日・7月10日、読売テレビ）
- ロンドンハーツ（2008年1月15日、テレビ朝日）
- モバポスGREAT（2008年1月30日、日本テレビ）
- Goro's Bar （2008年2月21日・28日、TBS）
- スキバラ 地球調査船アメディゾン（2008年3月5日・5月14日、テレビ東京）
- なるトモ!（2008年3月10日・8月25日、読売テレビ）
- 浜ちゃんと!（2008年3月12日・4月2日・5月19日・6月11日・7月30日・8月20日、読売テレビ）
- ココリコミリオン家族かくれんぼバトル2時間SP（2008年4月8日、テレビ東京）
- スキバラ ロンブーの怪傑!トリックスター（2008年4月25日・11月14日、テレビ東京）
- げんこつガバメント!（サタデーバリューフィーバー枠）（2008年4月26日、日本テレビ）
- 所さんの学校では教えてくれないそこんトコロ!（2008年5月2日、テレビ東京）
- バニラ気分!マツケン・今ちゃん・オセロのGO!GO!サタ（2008年5月14日、フジテレビ）
- スキバラ ガレッジ×ビレッジ（2008年5月19日、テレビ東京）
- 最終警告!たけしの本当は怖い家庭の医学（2008年6月3日、朝日放送）
- ケータイ！フォト川柳（2008年6月8日、NHK札幌放送局）
- なべあちっ!（2008年6月9日、フジテレビ）
- 田舎に泊まろう!（2008年6月22日、テレビ東京）
- 世界ウルルン滞在記2008（2008年7月6日、毎日放送）
- スポルたん!LIVE（2008年7月26日、仙台放送）
- 新トーキョー人の選択（2008年10月3日、NHK総合）
- スキバラ タカトシの空飛ぶチェリーパイ（2008年10月7日、テレビ東京）
- 浜ちゃんが!（2008年10月9日、読売テレビ）
- ラッキーナンバーSHOW（2008年12月28日、テレビ朝日）

##### 2009年
- 浜田雅功が堺正章と!究極の食材で作る絶品料理食べまくりSP（2009年1月2日、読売テレビ）
- 堂本剛の正直しんどい（2009年1月7日、テレビ朝日）
- ドゥ!エアロビック（2009年5月3日 - 5月24日、NHK BS2）
- 吉崎金門海峡 チュー'sDAYコミックス 侍チュート!（2009年5月5日・8月11日、毎日放送）
- スペシャルギフト（2009年5月21日、日テレ）
- お笑い芸人親子で漫才王座決定戦スペシャル（2009年6月16日、フジテレビ）
- 浜ちゃんが!（2009年6月22日、読売テレビ）
- 所さんの学校では教えてくれないそこんトコロ!（2009年7月10日、テレビ東京）
- アグレッシブですけど、何か?（2009年8月3日・10日、広島ホームテレビ）
- マトリックス徹底ガイド（2009年8月15日・28日、CS放送ザ・シネマ）

##### 2010年
- ワケありバンジー（2010年、UHF局）
- めざせ!会社の星（2010年2月21日、NHK教育）
- ランキンくえすと（2010年5月3日・4日・5日・6日、関西テレビ）
- 笑撃!ワンフレーズ（2010年8月12日、TBS）
- 男おばさん+（2010年8月25日、フジテレビTWO・NEXT）
- 全種類。（2010年9月21日、TBS）
- バナナマンのブログ刑事（2010年9月28日、東海テレビ）
- 3D沖縄めぐり with 川村ゆきえ（2010年10月4日 - 、スカチャン3D169）
- 美女動画（2010年10月4日 - 7日、HTB）
- 賞金王決定戦競艇中継（2010年12月22日、テレビ東京）

##### 2011年
- ウケウリ!! 〜天野QC研究所（2011年1月21日、日テレ）
- ザキロバ!アシュラのススメ（2011年4月26日、メ〜テレ）
- サタメン!!!（2011年5月28日、中京テレビ）
- 鉄旅〜列車でぐるりと温泉に行こう!〜（2011年5月29日、中京テレビ）
- 24時間テレビ34 中京広域圏（2011年8月20日・21日、中京テレビ）
- つながりファンタジー　いつも!ガリゲル（2011年9月13日・12月20日、読売テレビ）

##### 2012年
- ラッキー!!（2012年2月10日、中京テレビ）
- 競馬BEAT（2012年2月12日、テレビ西日本）
- マニュアル劇団（2012年2月20日、テレビ朝日）
- いくぞ〜!北の出会い旅（2012年3月2日、NHK札幌放送局）
- ジョージ・ポットマンの平成史 The 23rd chapter（2012年3月17日、テレビ東京）
- 女神ビジュアル 下腹美人になりたい（2012年3月21日、NHK BSプレミアム）
- ソーシャル@トーク #エンダン（2012年4月9日、NOTTV）
- ざっくりハイボール（2012年5月5日・12日・6月9日・16日・9月1日、テレビ東京）
- つながりファンタジー　いつも!ガリゲル（2012年7月10日・17日・9月4日、読売テレビ）
- もってる!? モテるくん（2012年7月21日・28日、読売テレビ）
- ザキロバ!アシュラのススメ（2012年10月9日、メ〜テレ）

##### 2013年
- 書きかけっ！（2013年4月1日、テレビ東京）
- ノブナガ（2013年5月11日・5月18日、CBC）
- パチFUN!（2013年5月29日 - 6月19日・8月14日 - 9月4日・10月9日・16日、テレ玉 2013年10月21日 - 11月11日、tvk 2013年11月16日 - 12月7日、サンテレビ）
- ノリで行こう!!（2013年10月2日・9日、福岡放送）
- 北海道発掘バラエティ ホリホリX（2013年10月4日、NHK札幌放送局）
- 土曜スペシャル ベロタクシーで行く!群馬ぐるり一周!温泉&紅葉めぐり旅（2013年11月30日、テレビ東京）
- お台場生忘年会５時間SP〜モテ女100人vsモテない芸人＆アイドル〜（2013年12月30日、フジテレビ）

##### 2014年
- 熱烈！ホットサンド！（2014年4月6日・13日、札幌テレビ放送）
- パチ×スロ おもしろTV パチファラ王（2014年6月9日、サンテレビ）
- 土曜スペシャル 行き先はガチャガチャ次第!夏に行きたい!東日本秘湯ツアー（2014年6月28日、テレビ東京）
- パチFUN!（2014年7月21日 - 8月11日、tvk 7月26日 - 8月23日、サンテレビ 10月15日 - 11月5日、テレビ埼玉）
- キック＆総合格闘技 TENKAICHI 73（2014年10月4日、沖縄テレビ放送）
- 土曜スペシャル この秋行きたい!女子温泉ソムリエ 名湯&秘湯旅（2014年10月11日、テレビ東京）

##### 2015年
- 土曜スペシャル激走!750km 圏央道～中央道～東名 高速SA&PAルーレット旅3（2015年3月14日、テレビ東京）

##### 2017年
- JOYのASOBU-TV JOYnt!（2017年2月7日・14日、2018年2月7日・14日、2019年1月16、23日、群馬テレビ）

##### 2019年
- ぶらり探訪 珍湯たび（2019年 和歌山編・三重編 2回分のナビゲーター、GAORA）

### CM・広告
- ポッカコーポレーション ビズタイムカフェ（2007年）
- 京楽産業.（2007年、東海地方）
- 阪神住建 スパワールド（2007年、 関西地区）
- 総務省 電子政府利用促進周知用ポスター（2007年）
- DMM.com 10周年半額キャンペーン（2009年 - 2011年）※2010年・2011年はただの半額キャンペーン
- サントリー ジョッキ生（2009年） - 所ジョージ・原幹恵と共演
- 永和商事パチンコWING（2010年8月10日 - 2014年 東海エリア）
- セガ スーパーモンキーボール 特盛あそビ～タ!ポスター（2012年）
- ウィローエンターテイメント 地下鉄交通広告（2013年12月4日 - 26日）

### 映画
- 気球クラブ、その後（2006年12月23日公開、エム・エフボックス、監督：園子温） - ヒロイン・みどり 役
- 県警強行殺人班 鬼哭の戦場（2007年7月21日公開、ジャパン・アート、監督：宮坂武志） - 古池看護婦 役
- お茶の間トランスフォーメーション（2007年公開、監督：河崎実/平興史/永見康明）
- 口裂け女2（2008年3月22日公開、ジョリー・ロジャー、監督：寺内康太郎） - 沢田幸子 役
- ひとりかくれんぼ 劇場版（2009年5月23日公開、ジョリー・ロジャー、監督：山田雅史） - 主演・涼子先生 役
- 吸血少女対少女フランケン（2009年8月15日公開[17]、エクセレントフィルムパートナーズ、監督：西村喜廣、友松直之） - 主演・有角もなみ 役[18]
- ランディーズ（2009年11月14日公開） - 八百屋 役
- 華鬼 三部作 麗二×もえぎ編（2009年11月28日公開、ジョリー・ロジャー、監督：寺内康太郎） - ヒロイン・佐原もえぎ 役
- 秘密結社鷹の爪 THE MOVIE3 〜 https://鷹の爪.jp/ は永遠に〜（2010年1月16日公開、DLE、監督：FROGMAN） - ヒロイン・ジュリエット 役[19]
- ロストクライム -閃光-（2010年7月3日公開、角川映画、監督：伊藤俊也） - ヒロイン・津村多恵子 役
- KING GAME（2010年8月28日公開、ファントム・フィルム、監督：江川達也）
- 終焉少女 LAST GIRL STANDING（2013年7月6日東京公開、2013年7月13日大阪公開、アリスインプロジェクト、監督：山岸謙太郎）
- 思春期ごっこ（2014年8月23日東京公開、10月4日大阪公開、アイエス・フィールド、監督：倉本雷大） - 花岡奈美江 役
- 鬼灯さん家のアネキ（2014年9月6日公開、KADOKAWA / SPOTTED PRODUCTIONS、監督：今泉力哉） - 楓 役
- ハニー・フラッパーズ（2014年9月13日公開、アイエス・フィールド、監督：笹木恵水） - 花枝 役
- タロット探偵ボブ西田（2016年2月27日公開、信州映画、監督：山﨑賢） - 斎藤涼子 役
- 豆腐の角に頭ぶつけて生きる〜＃TANAGURA（福島県棚倉町と吉本興業の子会社「よしもとデベロップメンツ」が連携して製作。2017年6月11日から棚倉町にて上映会の予定）[20]
- 聞き込み（2018年10月13日公開、札幌テレビ、監督：富澤たけし）
- 美しすぎる議員（2019年3月16日公開、渋谷プロダクション、監督：五藤利弘） - 主演・田中愛 役 ※青柳尊哉とダブル主演[21]
- 居眠り磐音（2019年5月17日公開、松竹、監督：本木克英） - さよ 役

### Vシネマ
- 激動の疵（2012年）
- 極道ロミオとミスジュリエット Love Love ラプソディー（2012年） - 鮫島順子 役
- 裏切りの仁義（2017年） - 桐林紗栄子 役

### 舞台
- ウラノス（2008年2月6日 - 17日、青山円劇カウンシル、青山円形劇場） - 森内香依 役
- エブリ リトル シング（原作：大村あつし、2008年7月11日 - 20日、ネルケプランニング、紀伊國屋サザンシアター） - 玲奈 役
- 「ブレイクスルー JAPAN 2010」舞台「秘蜜。」（2010年8月14日、SPACE107） - 日替わりゲスト
- ザ・シェイプ・オブ・シングス〜モノノカタチ〜（2011年2月10日 - 24日、青山円形劇場 3月5日 - 20日、茨城・新潟・大阪・広島・大分・福岡公演） - ジェニー 役
- アリスインプロジェクト「ライン♪[22]」（2011年8月4日 - 7日、銀座博品館劇場） - 石垣神奈・葉月 役
- 舞台「戦国BASARA 」 - 鶴姫 役
  - 舞台戦国BASARA3（2011年10月14日 - 16日、シアターBRAVA!（大阪）/ 10月23日 - 30日、シアターGロッソ（東京））
  - 戦国BASARA3瀬戸内響嵐（2012年11月2日 - 11日、東京ドームシティホール / 11月16日 - 18日、シアターBRAVA!）
  - 戦国BASARA3宴（2013年4月26日 - 28日、5月2日 - 4日、キャナルシティ劇場 / 5月10日 - 19日、日本青年館大ホール / 5月23日 - 26日、森ノ宮ピロティホール）
  - 戦国BASARA3武将祭2013（2013年7月13日 - 14日、有明コロシアム）
  - 戦国BASARA3咎狂わし絆（2014年4月25日 - 5月6日、EX THEATER ROPPONGI / 5月10日 - 11日、中日劇場 / 5月15日 - 18日、シアターBRAVA!）
  - 戦国BASARA4皇（2016年1月21日 - 7日、Zeppブルーシアター六本木 他）
- アリスインプロジェクト「まなつの銀河に雪のふるほし[23]」（2012年3月4日、六行会ホール） - 日替わりゲスト 木在綴 役
- 現代狂言VII〜狂言とコントが結婚したら?〜（2013年2月2日 - 3月10日） - 南原清隆・野村万蔵と共演
- アリスインプロジェクト「アリスインデットリースクール オルタナティブ[24]」（2013年3月24日、六行会ホール） - 日替わりゲスト 竹内珠子 役
- 夏の終わりに（2013年12月2日 - 8日） - リコ 役
- ミュージカル「KACHI BUS（かちばす）」（2014年1月5日 - 13日、本多劇場/2月12日、札幌市民ホール 14日・15日、帯広市民文化ホール）
- 現代狂言VIII〜狂言とコントが結婚したら？〜（2014年2月1日 - 3月16日）
- potluck4 supported by ASTRO HALL（2014年2月6日、原宿アストロホール）
- 劇団6番シード「ザ・ボイスアクター」アニメ編・オンライン編（2015年4月15日 - 21日、新宿村LIVE） - 山井まこ 役
- 劇団CATMINT 第12回公演『ほとけのいろは』（2017年1月11日 - 15日、CBGKシブゲキ!!）[25]
- 崖っぷちウォリアーズ「ゼッタイ、幸せになってやる!」（2018年1月25日、中野・劇場MOMO） 日替りゲスト[26]

### インターネット放送
- 木曜MIDTOWN TV ○○あい☆コラ!生やぐち（2007年11月7日、GyaO）
- yahoo!ライブトーク グラビアアイドルゼミナール（2007年12月21日、Yahoo! JAPAN）
- とりあえず生中（仮）【月曜日】～ガールズトーク～（2009年6月8日、ニコ生公式）
- とりあえず生中（仮）【月曜日】～ガールズトーク～（2009年6月15日、ニコ生公式）
- 川村ゆきえ“ダダモレ”バースデーナイト【中継】（2010年1月23日、ニコ生）
- NO KEIRIN, NO LIFE GI ダービー特集1・2（2010年2月19日、GyaO）
- NO KEIRIN, NO LIFE GI 高松宮記念杯特集1・2（2010年5月14日、GyaO）
- NO KEIRIN, NO LIFE GII サマーナイトF特集1・2・3（2010年7月5日、GyaO）
- NO KEIRIN, NO LIFE GIII 富山記念特集1・2（2010年8月1日、GyaO）
- 川村ゆきえと花火を見よう！（2010年8月19日 神宮外苑花火大会・8月28日 相模原納涼花火大会、Ustream）
- 「こびとビート」ＤＶＤ発売記念!踊り生指導「ニコニこびとビート」（2011年11月26日、ニコ生公式）
- 「お茶の間トランスフォーメーション ザ・ムービー」鑑賞会（2011年12月16日、ニコ生公式）
- 川村ゆきえ 禁断の「生」チャレンジ（2012年1月22日、ニコ生公式）
- 「撮らないで下さい!! グラビアアイドル裏物語」を一緒に見よう!（2012年3月30日、ニコ生公式）
- 「撮らないで下さい!! グラビアアイドル裏物語」を一緒に見よう!（2012年4月7日、ニコ生公式）
- ゲームのじかん 第90回（2012年5月17日、ニコ生）
- クラフトガールズ（2012年、Ustream）

### DVD
- INNOCENT （2004年1月22日、OMATA、OMD-005）
- 17ans （2004年4月23日、ぶんか社）
- ラヴ・レター〜初めての告白〜 （2004年7月22日、OMATA、OMD-017）
- Reverse （2004年10月22日、竹書房、TSDV-11930）
- 『決意。』 Special Making DVD （2005年2月25日、英知出版）
- Drug on Fruits （2005年3月24日、学習研究社）
- 夏・少女 （2005年6月24日、竹書房）
- ゆきえマニア （2005年6月24日、竹書房）
- ゆっき〜ワールド 川村ゆきえBOX （2005年10月22日、トリコロール、OMD-059）
- W-MISSION （2006年9月20日、リバプール）
- 月刊 川村ゆきえDELUXE （2006年10月16日、イーネット・フロンティア）
- Love Vacation （2006年12月15日、ラインコミュニケーションズ）
- ゆっきータイフーン （2006年12月15日、ラインコミュニケーションズ）
- チャンピオンゴールドセレクション Your Kisses （2007年4月27日、秋田書店）
- 川村ゆきえ Special DVD-BOX （2007年6月20日、ラインコミュニケーションズ） - 「ゆっきータイフーン」「Love Vacation」および未公開映像盤2枚の計4枚組
- 川村ゆきえ in パーフェクトパートナー〜もしも生まれ変わったら〜（2007年7月6日、竹書房）
- Silky Body Yuckey（2007年9月21日、角川エンタテインメント）
- Beach Angels 川村ゆきえ in ハワイ島（2007年12月21日、バップ）
- refreshing（2008年7月18日、フォーサイドドットコム）
- A Lover Sense（2009年6月26日、イーネットフロンティア）
- Renaissance （2010年9月15日、ポニーキャニオン）
- ゆっきーアイランド（2011年5月20日、ラインコミュニケーションズ）
- ラブラブ☆Happy！（2011年5月20日、ラインコミュニケーションズ）
- 川村ゆきえの水着でゴルフ（2011年9月23日、イーネット・フロンティア）
- 恋、あなたと（2012年5月20日、ラインコミュニケーションズ）
- ゆきコレ～Super Extra（2012年11月20日、ラインコミュニケーションズ） - 「ゆっきーアイランド」「ラブラブ☆Happy!」の未公開映像を収録
- Melty Snow（2013年2月20日、ラインコミュニケーションズ）
- Life Is Beautiful（2013年6月28日、グラッソ）
- Sweet Emotion（2013年10月20日、ラインコミュニケーションズ）
- HEAVEN（2014年4月20日、ラインコミュニケーションズ）
- 豊潤甘口（2014年11月20日、ラインコミュニケーションズ）
- 誘惑ユッキー （2015年6月27日、晋遊舎）
- ずっと好きだった…（2015年10月30日、グレイトワークス）
- 君と暮らせば（2016年1月20日、ラインコミュニケーションズ）
- 裸足の季節（2016年5月27日、グラヴィス）
- 心のままに（2016年8月20日、ラインコミュニケーションズ）

### Blu-ray Disc
- Beach Angels 川村ゆきえ in ハワイ島 （2008年10月22日、バップ）
- A lover sense（2009年6月26日、イーネットフロンティア）
- Renaissance 3D[27]&2D（2010年9月15日、ポニーキャニオン）
- Melty Snow（2013年2月20日、ラインコミュニケーションズ）
- Sweet Emotion（2013年10月20日、ラインコミュニケーションズ）
- HEAVEN（2014年4月20日、ラインコミュニケーションズ）
- 豊潤甘口（2014年11月20日、ラインコミュニケーションズ）
- 誘惑ユッキー （2015年6月27日、晋遊舎）

### ウェブサイト
- an 夢のかけはし（2007年）
- goo求人＆転職 シネプレックス幕張 お仕事レポート（2008年）
- 川村ゆきえインタビュー モッテコ編集部 （2008年2月25日）
- ムチムチのボディーを包む純白紐ビキニ! sabra net BB
- R25 「今週の彼女」川村ゆきえ （2009年8月6日）
- Webマガジン B-plus 経営者インタビュー インタビュアー（2011年～現在）
- テレビドガッチ 動画インタビュー（2012年）
- トヨタ プリウス PHV（2012年8月16日）
- LOVE49プロジェクト 子宮頸がん定期検査を促すプロジェクトのインタビュー
- ポジティブジャパン！日本サブカル啓蒙運動本部公式？サイト（2013年12月20日 - 2014年3月31日、ウィローエンターテイメント）

### モバイルコンテンツ
- アイドルがイッパイ（アイパイ）
- 週プレBOOK 欲望のシェアハウス ケータイ写真集 Kindle版（2013年4月、集英社）
- 週プレBOOK 義妹のもてあそび ケータイ写真集 Kindle版（2013年5月、集英社）
- アプリ グロンサン新お疲れさんアラーム（ver.1.3.0）（2013年11月23日、LION）

### その他
- マボロシ feat. KREVA 『ファンキーグラマラス Part2』（2005年、Ki/oon Records/NeOSITE DISCS）※MV出演
- 東警察署 (愛知県)一日警察署長（2006年8月22日）
- プロ野球始球式 中日ドラゴンズ対東京ヤクルトスワローズ戦（2006年8月22日、ナゴヤドーム）
- 高輪警察署一日警察署長（2007年9月9日）
- プロ野球始球式[28] 北海道日本ハムファイターズ対埼玉西武ライオンズ戦（2008年7月3日、札幌ドーム）
- CroXino-クロシーノ- イメージガール[29]（2009年5月28日、ジークレスト）
- HASE-T presents REGGAE GOLD MINE Vol.3 CDジャケットモデル（2009年6月10日発売、Sony Music）
- 一日高速道路交通警察隊長（2010年9月22日）
- 日本しじみ党 秘書 - オルニチンをPR[30]（2011年8月25日、オルニチン研究会）
- スーパーモンキーボール 特盛あそビ～タ！キャンペーンガール[31]（2012年4月、セガ）
- プロ野球交流戦始球式[32] 福岡ソフトバンクホークス対横浜DeNAベイスターズ戦（2012年6月17日、福岡 Yahoo! JAPANドーム）
- 稲沢警察署一日警察署長（2012年12月4日）
- パチンコ 楽園むすめ（2013年3月4日 - 、ニューギン）
- 2013年度バリ観光大使（2013年4月1日）

## 書籍

### 写真集
1. 17ans〜ディセタン〜 （2004年4月23日発売/2004年5月10日発行、ぶんか社） ISBN 4821126095 撮影:前村竜二
2. 1 or 8 （いちかばちか） （2004年9月24日発売/2004年10月25日発行、ワニマガジン社） ISBN 489829779X 撮影:木村晴
3. 決意 （2004年12月16日発売/2005年1月25日発行、サイバーブレッド） ISBN 4754254848 撮影:西條彰仁 - DVD付
4. 香港果実 （2005年3月17日発売/2005年3月25日発行、学習研究社） ISBN 4054024734 撮影:西条彰仁
5. Final （2005年4月28日発売/2005年5月28日発行、小学館） 撮影:矢西誠二
  - Final （ネット写真集Final 、小学館）
6. 月刊 川村ゆきえ vol.1 （2006年8月9日発売・発行、新潮社）ISBN 4107901629 撮影:藤代冥砂
7. 月刊 川村ゆきえ vol.2 （2006年8月23日発売・発行、新潮社）ISBN 4107901637 撮影:斎門富士男
8. YoU KIss mE （2006年12月20日発売/2007年1月20日発行、秋田書店） ISBN 4253010849 ヤングチャンピオン編集部 編
9. 月刊 川村ゆきえ III （2007年6月発売 新潮社）ISBN 9784107901743 撮影：藤代冥砂
10. ゆっきー・ざ・ばいぶる!（2007年11月8日発売 集英社）ISBN 9784089070161 - DVD付 週刊ヤングジャンプ特別編集 YJグラビア総集編
11. ゆっきー・ざ・みらくる!（2007年11月8日発売 集英社）ISBN 9784081020713 週刊ヤングジャンプ特別編集 メキシコでの撮りおろし
12. Why?（2009年6月1日・ ゴマブックス）[33] ISBN 978-4777113798 撮影:中村昇
13. 罰（2010年6月4日発売・発行アスペクト） ISBN 9784757217812 撮影：倉繁利[34]
14. 『ひらく~秘裸区~（2011年7月13日、講談社）ISBN 9784063528244 撮影:西田幸樹